# Leo Santana
Leandro Silva de Santana Improta (né le 22 avril 1988 à Salvador, Bahia) est un chanteur et compositeur brésilien.

## Biographie

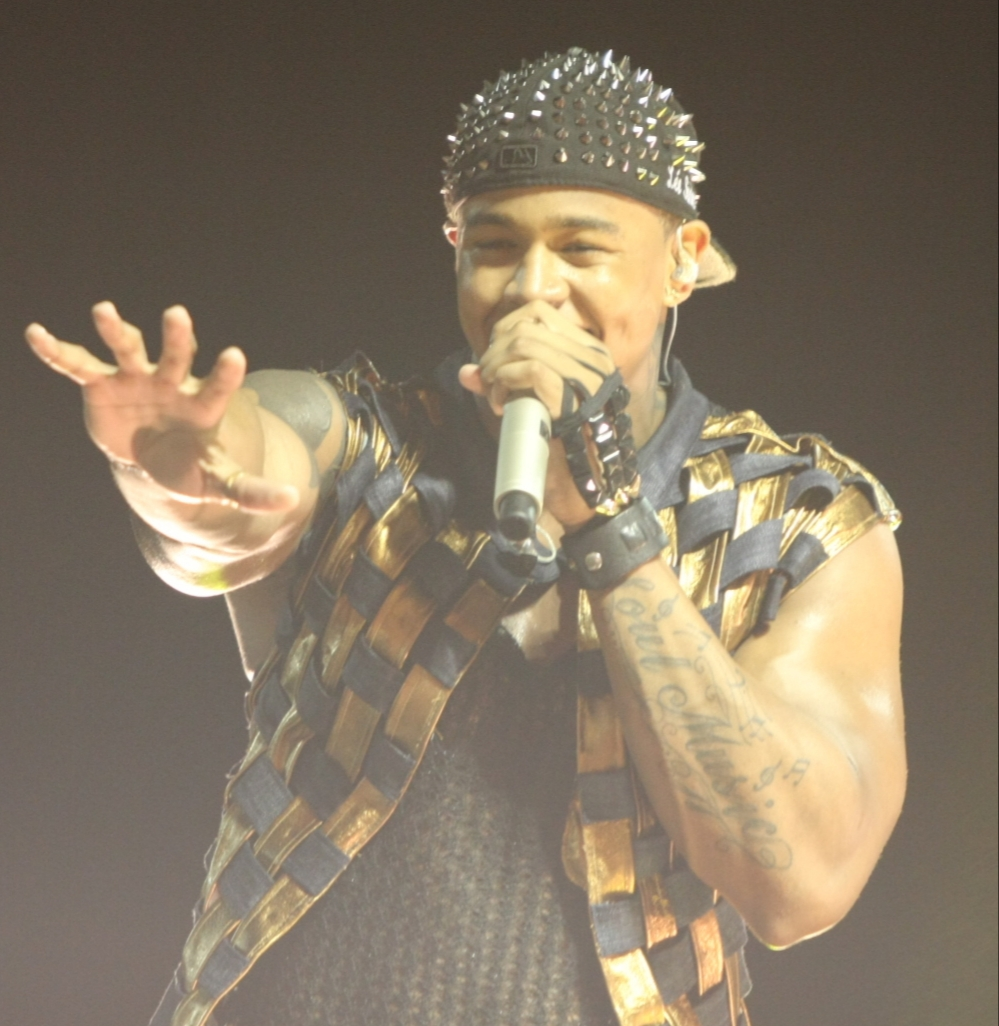
Santana en 2013.

Fils de Lourival et Marinalva Santana, il est né et a grandi dans le quartier de Boa Vista do Lobato, à la périphérie de la capitale de Bahia, où il rêvait de travailler comme musicien depuis son adolescence. Lorsque la famille se réunissait dans la maison de ses grands-parents dans la ville de São Domingos, dans l'État de Bahia, il avait l'habitude de danser et de chanter avec ses amis. Mais avant de commencer sa carrière artistique, il travaille comme vendeur de poulets rôtis sur la plage et comme préparateur de cocktails dans les bars, mais sans gagner beaucoup d'argent. Après avoir travaillé quelque temps comme assistant coiffeur, il monte son propre salon de coiffure et commence ensuite à aider à couvrir les frais de la maison.
Il commence sa carrière sous le nom de scène de Leo Silva, et commence à jouer des percussions à Som Bahia. Le premier instrument du chanteur est un vieux cavaquinho offert par sa mère, puis il commence à jouer du pandeiro dans un groupe de samba de sa communauté appelé Simplicidade Maior, mais comme il souhaite poursuivre une carrière de chanteur, il décide de quitter le groupe. Il monte alors le groupe Zairê, rebaptisé plus tard Garotos de Programa. Peu après, Leo est invité à rejoindre le groupe Pegadha de Guettho, où il reste pendant un an. Il décide ensuite de monter le groupe Apert Play avec ses amis, qui n'a pas beaucoup de succès. Cependant, dans ce dernier, son ami Jean Nanico, qui était partenaire du groupe Parangolé, qui avait récemment licencié son chanteur Bambam, décide de montrer un CD démo à l'équipe de production du groupe, où Leo est invité à rejoindre le groupe.
Sous le nom de scène de Leo Santana, le chanteur souffre d'abord de préjugés, car avec le changement constant de chanteurs dans le groupe, ils ne pensaient pas qu'il resterait longtemps au chant. Cependant, après son arrivée, le groupe a pris un nouveau look et leurs concerts commencent à présenter des costumes diversifiés avec une structure de pointe, avec le premier succès de son temps étant la chanson Sou Favela . En 2009, Leo écrit la chanson Rebolation avec Nenel, fondateur de Parangolé, la chanson-thème du groupe pour le Carnaval 2010,. La chanson devient le tube de l'été et avec elle, le groupe obtient un succès international, battant des records dans les charts en Angola et au Portugal. Grâce à cette réussite, Leo et le groupe réussissent à entrer dans le Livre Guinness des records pour avoir la chanson la plus jouée dans le monde en 2010. En décembre 2013, après cinq ans en tant que chanteur principal, le chanteur annonce son départ du groupe Parangolé en mars 2014, révélant que la raison était qu'il estimait que son nom était suffisamment fort pour poursuivre une carrière solo.
Après le carnaval, il lance sa carrière solo avec un concert de lancement de sa tournée, intitulé #LSTour2014, le 28 mars, avec un public de 60 000 spectateurs.

## Discographie

### Albums studio
- 2014 : Uma Nova História
- 2016 : Super Ensaio

### Albums live
- 2015 : #Deboche
- 2016 : #Bailedasantinha
- 2018 : No Seu Paredão
- 2018 : Ao Vivo em Goiânia
- 2019 : Levada do Gigante

## Distinctions
| Année | Prix                                  | Catégorie           | Nommé              | Résultat   | Réf.   |
| ----- | ------------------------------------- | ------------------- | ------------------ | ---------- | ------ |
| 2009  | Troféu Dodô e Osmar                   | Chanteur révélation | Leo Santana        | Lauréat    |        |
| 2010  | Troféu Band Folia                     | Chanteur révélation | Leo Santana        | Lauréat    |        |
| 2010  | Troféu Dodô e Osmar                   | Meilleur chanteur   | Leo Santana        | Lauréat    | [ 14 ] |
| 2011  | Troféu Dodô e Osmar                   | Meilleur chanteur   | Leo Santana        | Lauréat    |        |
| 2017  | Troféu Band Folia                     | Música do Carnaval  | Santinha           | Lauréat    | [ 15 ] |
| 2017  | Prêmio Contigo! Online                | Meilleur chanteur   | Leo Santana        | Nomination |        |
| 2017  | Prêmio Contigo! Online                | Hit do Carnaval     | Santinha           | Nomination |        |
| 2018  | Prêmio Jovem Brasileiro               | Meilleur chanteur   | Leo Santana        | Nomination |        |
| 2018  | Prêmio Contigoǃ Online                | Hit do Carnaval     | Várias Novinhas    | Lauréat    | [ 16 ] |
| 2018  | Prêmio Multishow de Música Brasileira | Meilleur chanteur   | Leo Santana        | Nomination | [ 17 ] |
| 2019  | Troféu Internet                       | Meilleur chanteur   | Leo Santana        | Nomination |        |
| 2019  | Troféu Band Folia                     | Música do Carnaval  | Crush Blogueirinha | Nomination |        |
| 2019  | Prêmio Jovem Brasileiro               | Succès de l'année   | Crush Blogueirinha | Nomination |        |
| 2019  | MTV Millennial Awards                 | Crush do Ano        | Leo Santana        | Nomination | [ 18 ] |
| 2020  | Troféu Internet                       | Meilleur chanteur   | Leo Santana        | En suspens |        |